# Reska Węgorza
La Reska Węgorza est une rivière de Pologne, prend sa source vers Cieszyno (gmina de Węgorzyno). C'est un affluent de la Rega au plateau des lacs de Poméranie occidentale.

## Hydronymie
Le nom Reska Węgorza est en vigueur depuis 1948, date à laquelle il remplace l'ancien nom en allemand Aal Bach.

## Géographie
La longueur de son cours est de 14,48 km.
La rivière prend sa source dans la région des lacs Ińskie, au sud-est du village de Cieszyno , et traverse le village de Winniki au nord-est. Elle coule ensuite vers le nord-est près des villages de Runowo et de Kraśnik Łobeski. Après la traversée du village de Lesięcin, la rivière change de sens et s'écoule vers le nord et reçoit la Brzeźnicka Węgorza (pl), affluent sur la rive droite. La rivière se jette dans la Rega, dans les hautes terres de Łobez, à la frontière administrative de la ville de Łobez.

## Faune et flore
Les berges de la rivière accueillent de nombreuses espèces uniques de plantes côtières. L'espèce de poisson dominante est la truite brune, la deuxième espèce la plus présente est la chabot commun, une espèce protégée.